# Transavia
Cet article concerne la compagnie aérienne néerlandaise. Pour son homologue française, voir Transavia France.
Transavia, légalement appelée Transavia Airlines C.V. et anciennement connue sous le nom de transavia.com, est une compagnie aérienne à bas prix néerlandaise, filiale de KLM. Elle fait donc partie du groupe Air France-KLM. Si sa base principale est située à l'aéroport d'Amsterdam-Schiphol, Transavia possède également d'autres bases aux Pays-Bas, à Rotterdam et Eindhoven. Transavia France, filiale d'Air France, est sa société sœur sur le marché français.

## Histoire

### Genèse

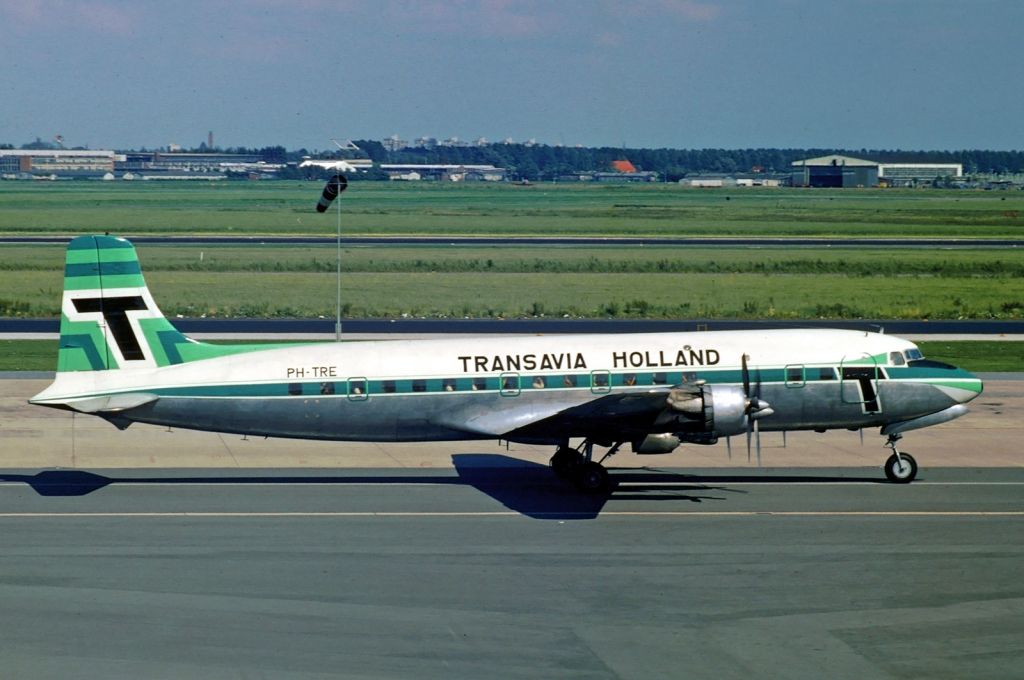
Douglas DC-6 de Transavia en 1968.

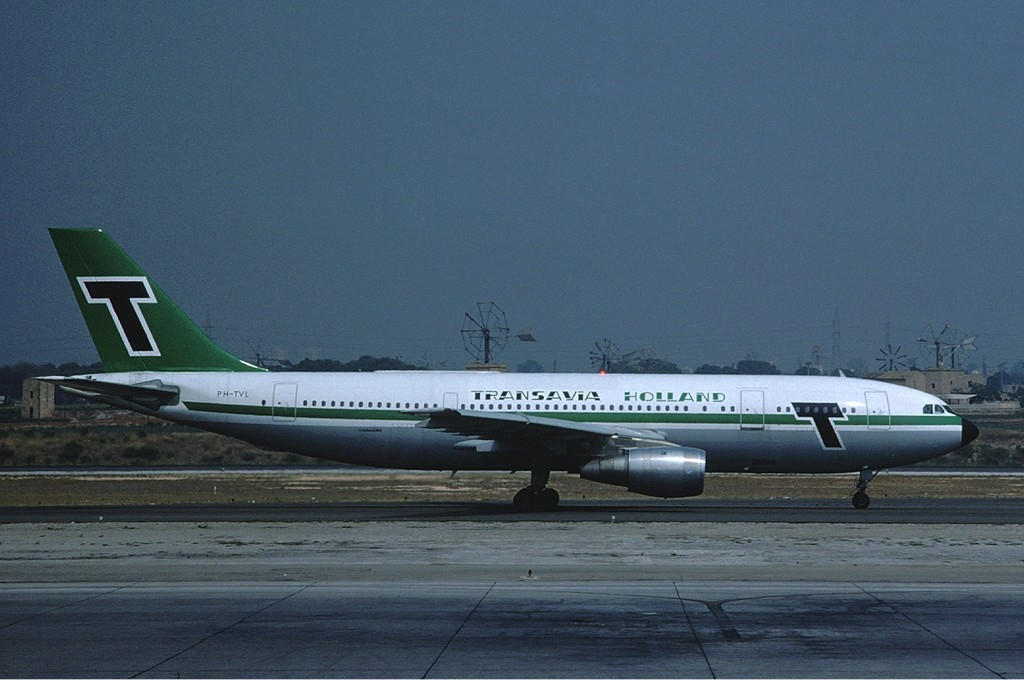
Airbus A300 de Transavia en 1976.

La compagnie aérienne est fondée le 6 décembre 1965 sous le nom de Transavia Limburg S.A., elle était basée à l'aéroport de Maastricht-Aix-la-Chapelle. Le 3 janvier 1966, le ministère des Transports[Lequel ?] accorde la permission d'effectuer des vols charter en provenance des aéroports de Beek et Zestienhoven. Au printemps 1966, toutes les actions ont été reprises par la société américaine Boreas Corporation of Florida, qui nomme John Block en juin 1966 en tant que directeur général. Block a également été membre de Martinair Holland et plus tard a fondé Air Holland.
Le 14 novembre 1966, est accordée une licence de charte pour Transavia pour décoller de l'aéroport d'Amsterdam-Schiphol. Le premier vol commercial a lieu le 16 novembre de cette année sous le nouveau nom de Transavia Holland, avec présents le Nederlands Dans Theater et l'Orchestre de Ballet néerlandais. Fin 1966, Transavia Holland a accès à trois appareils DC-6 avec des couleurs conçues par Thijs Postma.

### Développement

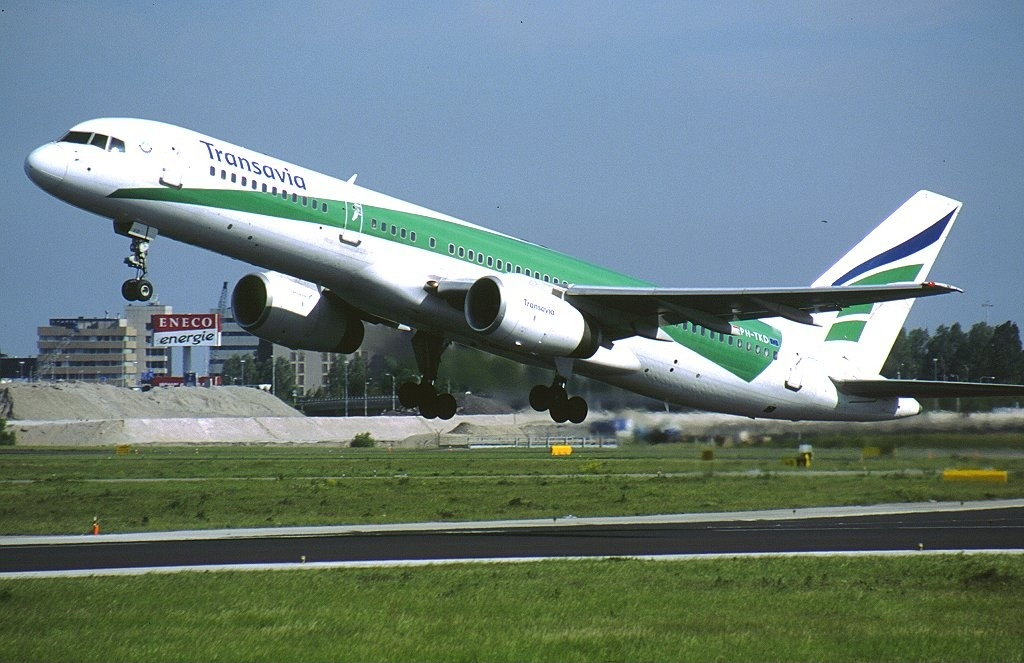
Boeing 757-200 de Transavia en 2001.

En 1986, la compagnie est de nouveau rebaptisée Transavia Airlines et devient la première compagnie aérienne à bénéficier de la dérégulation du trafic aérien signée entre les gouvernements du Royaume-Uni et des Pays-Bas. Transavia commence ses premières dessertes régulières entre l'aéroport d'Amsterdam-Schiphol et celui de Londres-Gatwick le 26 octobre 1986.
Au cours de l'année 1991, l'actionnaire majoritaire de la compagnie, P&O Nedlloyd, vend 80 % de ses parts à la compagnie nationale néerlandaise KLM. En 1998, Transavia est la première compagnie étrangère à assurer des vols intérieurs en Grèce à la suite d'un changement des règles de l'aviation civile grecque. En juin 2003, KLM rachète les 20 % du capital restant devenant ainsi propriétaire unique de Transavia. La fusion postérieure des compagnies Air France et KLM fait de Transavia une filiale indépendante de la nouvelle entité.
Au début des années 2000, Transavia est principalement une compagnie charter avec une filiale, Basiq Air, opérant sur le créneau des compagnies à bas coûts. Basiq Air et la branche charter Transavia fusionnent sous le nom de transavia.com, le 1er janvier 2005.
Transavia choisit Eindhoven en tant que troisième hub, après Amsterdam et Rotterdam. En février 2007, Transavia ouvre une agence à l'aéroport d'Orly. Les premiers vols commencent le 12 mai 2007 avec le lancement de la ligne Paris-Porto, l'année suivante, d'autres destinations sont au programme de la compagnie : Palerme et Catane (Sicile) et Monastir (Tunisie).
Le 17 décembre 2004, le nouveau site de Transavia.com bat son record d'achats en ligne (30 000 en une journée) devenant le principal site de vente des Pays-Bas.
En 2008, Transavia crée une filiale au Danemark, appelée Transavia Denmark ou transavia.com Denmark, opérant à partir des aéroports de Billund et Copenhague. Déçue par des résultats commerciaux insatisfaisants, la maison mère décide en septembre 2010 d'abandonner sa jeune filiale danoise. La compagnie cesse ses opérations le 28 avril 2011.
Fin 2013, la compagnie annonce l'ouverture d'une quatrième base en France, à l'aéroport de Strasbourg. 
En avril 2014, un appareil est basé à Strasbourg et dessert Marrakech deux fois par semaine.
Le 4 septembre 2014, le groupe Air-France KLM présente le projet de création de Transavia Europe, destiné à concurrencer les offres à bas prix des grandes compagnies européennes.
En 2014, outre une commande de Boeing 737 supplémentaires, la compagnie loue quatre Airbus A320 à sa maison-mère Air France, et ceci durant la période estivale pour deux d'entre eux et jusqu'à mars 2015 pour les autres. Ces quatre Airbus A320 étant dès le 1er juillet 2014 aux couleurs de Transavia,. Les 2 autres sont rendus à Air France début avril 2015.
Début 2015, Transavia dévoile un nouveau design qui a laissé tomber le « .com » de son apparence publique, tout en changeant ses couleurs primaires de blanc, vert et bleu à blanc et vert. La compagnie aérienne sera désormais positionnée comme la marque low-cost d'Air France-KLM pour les Pays-Bas et la France.
Le 12 février 2015, la compagnie commande 17 Boeing 737-800 plus trois en options.
Transavia et la compagnie américaine Delta Airlines annoncent le 6 mai 2016 la signature d'un accord de partage de codes. Les passagers des vols transatlantiques de Delta Airlines arrivant à Amsterdam peuvent ainsi continuer vers dix destinations méditerranéennes desservies par Transavia.

## Identité visuelle (logo)

Ancien logo de Transavia Airlines.
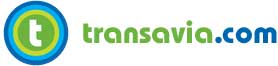
Ancien logo de transavia.com.
Logo de Transavia depuis 2015.

## Organisation

### Siège social

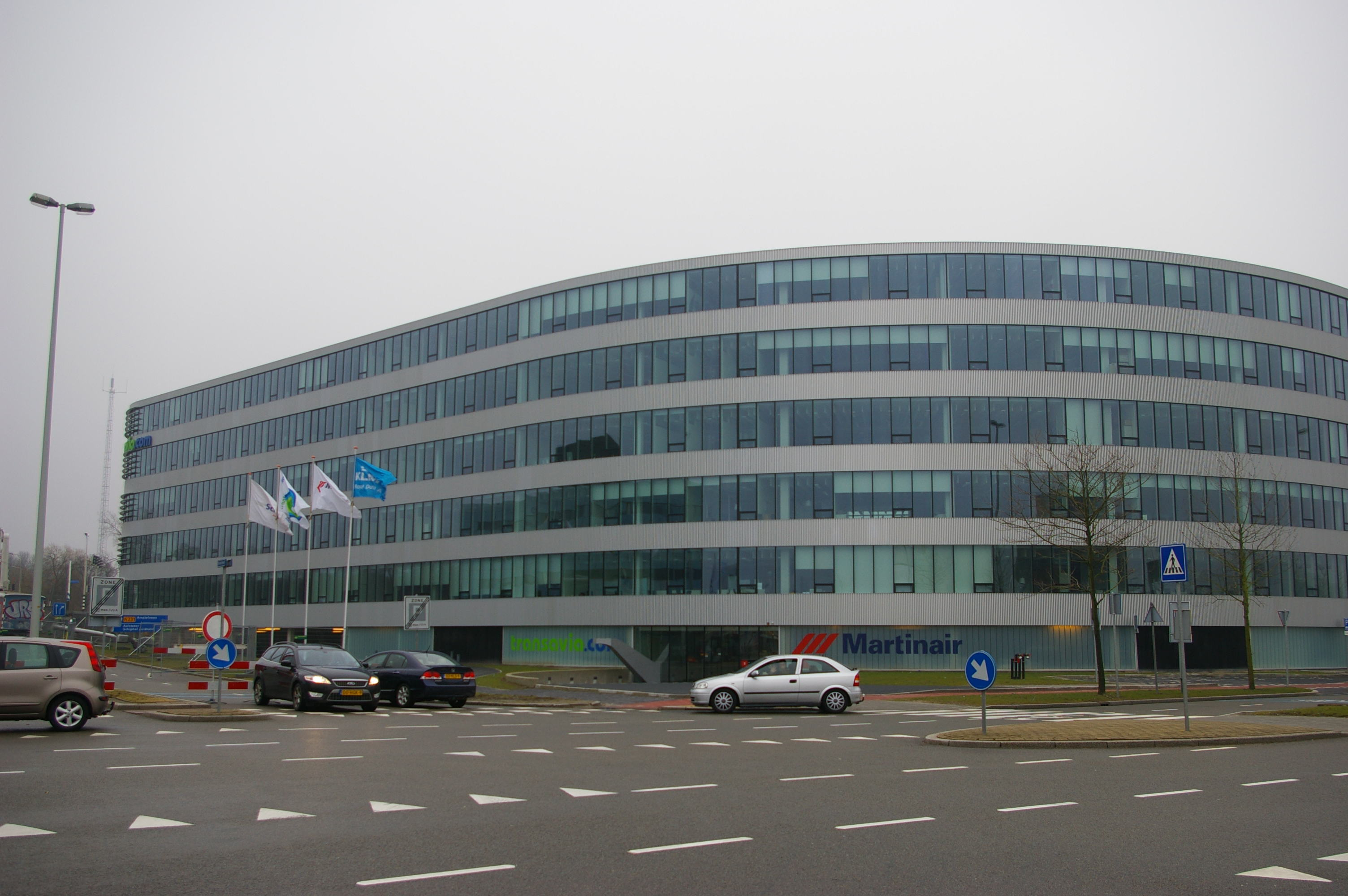
Le siège de Transavia près de l'aéroport d'Amsterdam-Schiphol.

Le siège social de Transavia se situe dans le bâtiment TransPort, Schiphol Est, dans l'aéroport d'Amsterdam-Schiphol, à Haarlemmermeer. Transavia a déménagé dans le nouveau bâtiment le 3 mai 2010 avec environ 400 employés. Auparavant, le siège social se trouvait dans le bâtiment Triport III à l'aéroport de Schiphol,,.

### Propriétaire et structure
Transavia Airlines C.V. est détenue à 100 % par KLM, qui est à son tour détenue par Air France-KLM. Cependant Transavia fonctionne comme une compagnie indépendante. Elle détient une participation de 4,49 % dans la compagnie aérienne française Transavia France (les 95,51 %  restants appartiennent à Air France), qui opère sur le marché français. Transavia France opère également sous le nom de Transavia, avec un modèle commercial, un site web et une image identiques.

### Résultats financiers
Les comptes financiers des deux parties de la marque Transavia (Transavia Pays-Bas et Transavia France) sont intégralement intégrés dans les comptes annuels publiés par leur société mère, Air France-KLM. Les tendances récentes enregistrées pour la marque Transavia sont :
|                                                    | 2011   | 2012   | 2013  | 2014   | 2015   |
| -------------------------------------------------- | ------ | ------ | ----- | ------ | ------ |
| Chiffre d'affaires ("Revenus des passagers") (M €) |        | 889    | 984   | 1 056  | 1 100  |
| Résultat d'exploitation (M €)                      |        | 0      | −23   | −36    | −35    |
| Nombre d'employés (à la fin de l'année)            |        |        | 2 050 | n/a    | 2 400  |
| Nombre de passagers (M)                            |        |        | 8,9   | 9,9    | 10,8   |
| Facteur de charge des passagers (%)                |        | 88,6   | 90,1  | 89,8   | 89,9   |
| Nombre d'avions (Transavia)                        | 30     | 31     | 30    | 31     | 32     |
| Nombre d'avions (Transavia France)                 | 8      | 8      | 11    | 14     | 21     |
| Nombre d'avions (total) (à la fin de l'année)      | 38     | 39     | 41    | 45     | 53     |
| Notes et références                                | [ 20 ] | [ 21 ] | ,     | [ 10 ] | [ 22 ] |

### Services
Transavia offre le service Assortment on Board, acheter à bord, qui propose de la nourriture et des boissons à acheter. À compter du 5 avril 2011, Transavia a introduit des frais pour les bagages de soute et modifié les règles pour les bagages à main, le poids maximal autorisé pour les bagages à main ayant augmenté de 5 kg à 10 kg.
Début mars 2024, Transavia, dernière compagnie low-cost à ne pas facturer le prix d'un bagage cabine, annonce sa volonté, à partir d'avril 2024, de faire payer le bagage cabine et de n'autoriser qu'un bagage à main (40cmx30cmx20cm) gratuit par voyageur.

## Destinations
Le groupe Transavia dessert plus de 100 destinations, essentiellement en Europe ainsi que dans d'autres pays situés autour de la Méditerranée, avec une cible touristique. Transavia réalise également des vols charter.

## Flotte

### Flotte actuelle

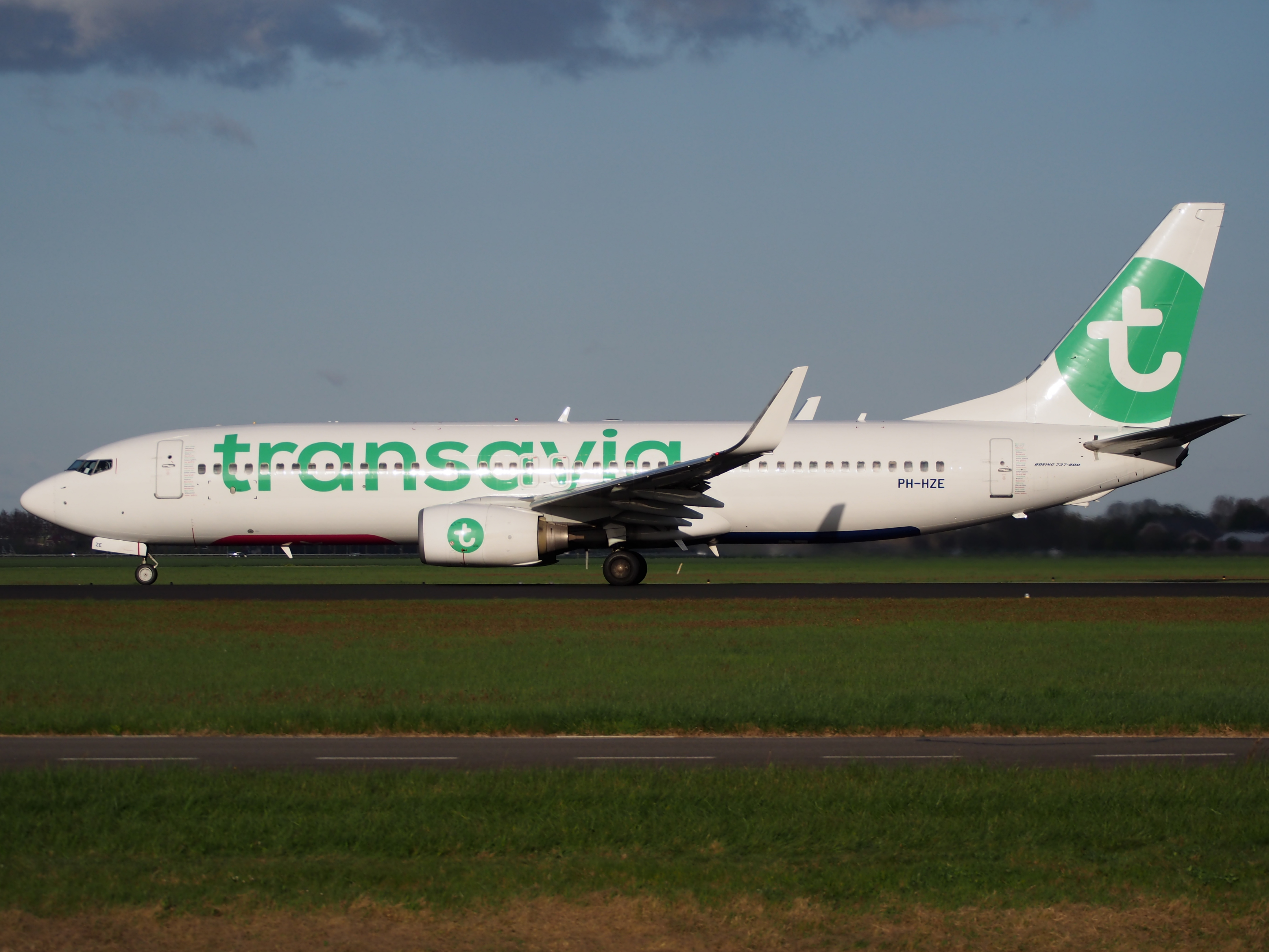
Boeing 737-800 de Transavia portant la nouvelle identité.

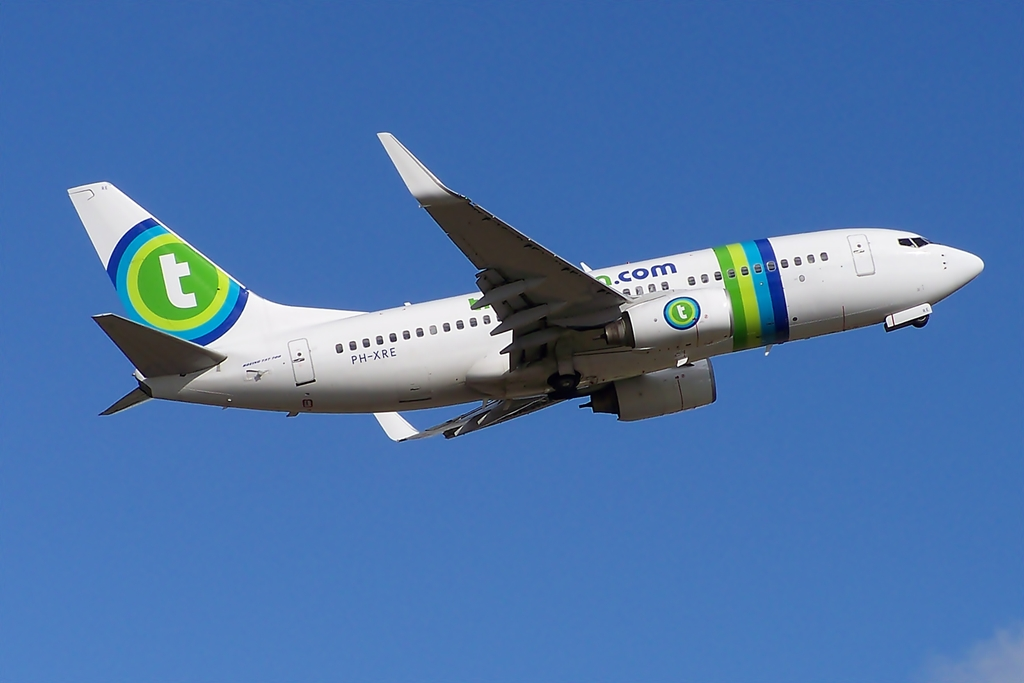
Boeing 737–700 de Transavia portant l'ancien logo.

La flotte de Transavia est, en moyenne, âgée de 11,2 ans et de 9,6 ans chez Transavia France. Elle se compose des avions suivants (août 2025) :

### Flotte historique

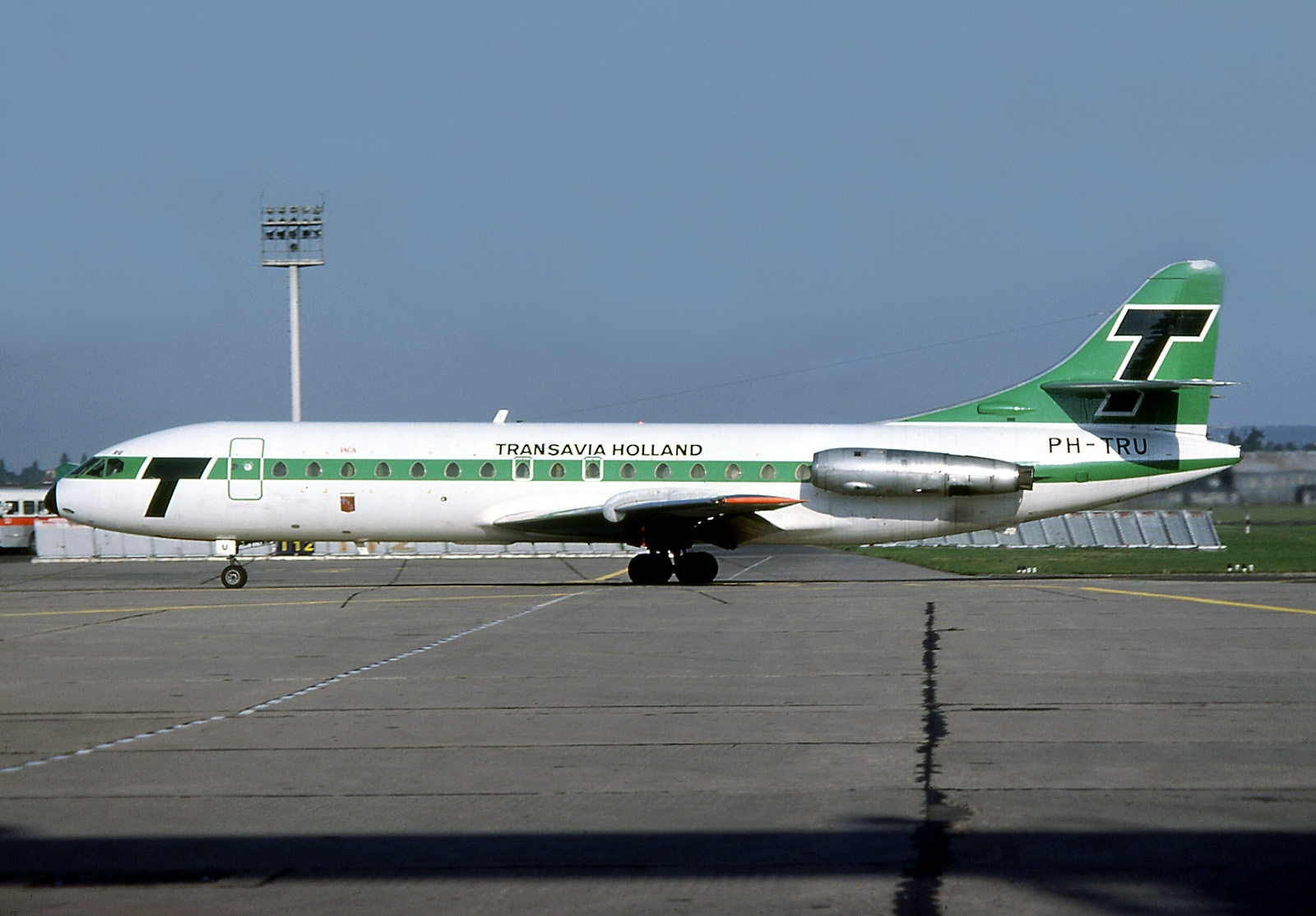
Caravelle VI-R de Transavia en 1975.

Au fil des années, Transavia a exploité les types d'avions suivants dans sa flotte principale :
| Avions                 | Introduits | Retirés |
| ---------------------- | ---------- | ------- |
| Douglas DC-6           | 1966       | 1969    |
| Sud Aviation Caravelle | 1969       | 1976    |
| Boeing 737–200         | 1974       | 1995    |
| Boeing 737–300         | 1987       | 2002    |
| Boeing 737–700         | 2001       |         |
| Boeing 737–800         | 1999       |         |
| Boeing 757–200         | 1992       | 2007    |
| Boeing 757–300         | 2003       | 2003    |
| Airbus A320neo         | 2024       |         |
| Airbus A321neo         | 2024       |         |

D'autres types d'avions faisaient partie de la flotte en petit nombre et seulement pour des périodes de courte durée : Airbus A300 (1976–77), Airbus A310 (1998–99), Boeing 737–400 (1997), Boeing 757–300 (2003) et BAe 146–200 (1997).